# Eleonora av Österrike (1534–1594)
Eleonora av Österrike, född 1534, död 1594, hertiginna av Mantua; gift med hertig Guglielmo Gonzaga. 

## Biografi

### Tidigt liv
Hon var dotter till Ferdinand I och Anna av Böhmen och Ungern. Hon fick en strängt katolsk uppfostran som gjorde henne till fundamentalist. Hennes biktfader var jesuit och hon uttalade tidigt en önskan att gå i kloster, men hennes far tvingade henne att ingå ett politiskt äktenskap. Hon tackade nej till äktenskap med Kristian III av Danmark och kurfurst Johann Fredrik II av Sachsen med hänvisning till att de var lutheraner, men hade inga religiösa skäl att avvisa hertigen av Mantua, Guglielmo Gonzaga, som var katolik, och gick därför motvilligt med på äktenskapet. 
Bröllopsceremonin ägde rum i Mantua den 26 april 1561. Bröllopsfirandet varade nästan en vecka och åtföljdes av pogromer och brännande av judiska hus i staden. Elden brände ner Rajone-palatset, som inrymde hertigdömets arkiv. 

### Hertiginna av Mantua
I Mantua fortsatte Eleonora i stort det liv hon hade levt i Österrike, vilket cirklade kring utövning av den katolska religionen och välgörenhet utövade inom ramen för den katolska kyrkan. Hon besökte släktingar i Innsbruck och tog emot besök av dem i Mantua. I november 1565 
tog hon till exempel emot sina systrar Johanna, storhertiginnan av Toscana och Barbara, hertiginnan av Ferrara och Modena. 
Som tack för den förstfödde byggde Guglielmo I palatsbasilikan Saint Barbara i Mantua, och år 1572 tillät påven Gregorius XIII henne att fira mässa privat på tyska, vilket var ett exklusivt privilegium på den tiden. Redan från början av äktenskapet och under de följande tjugo åren bad hon ihärdigt sin man att tillåta jesuiterna att återvända till hertigdömet Mantua, vilket slutligen lyckades. 
Hon grundade en skola för flickor från fattiga familjer och ett skydd för spetälska i St. Stefanskyrkan. År 1576 grundade hon en organisation som gav hjälp till fattiga kvinnor. År 1581 reparerade hon klostret och kyrkan St. Maria Magdalena. Hon stödde diktaren Torquato Tasso ekonomiskt när hans hus brann ner, men i övrigt ägnade hon sig aldrig åt konst, enbart åt religion.  
Efter svärmodern Margareta av Monferratos död 1566 utbröt oroligheter i markgrevedömet av Monferrato, som hade styrts av Margareta men som nu ärvdes av hennes son Guglielmo vilket innebar en förening av Mantua och Monferrato, vilket Monferrato motsatte sig. År 1567 skickade Guglielmo I sin hustru till markgrevedömets huvudstad, Casale, för att förhandla om fred, men misslyckades. I Casale fick hon veta att ett mordförsök förbereddes på Guglielmo och varnade honom, vilket räddade hans liv. 
År 1568, efter födseln av tre barn, övertygade Eleonora Guglielmo I om att därefter leva i sexuell avhållsamhet. Under pesten 1575-1577 evakuerades hon och hennes döttrar i Revere, medan son-arvingen levde separat från dem i Canneto.
År 1587 avled maken. Eleonora avlade då kyskhetslöften och ägnade sig åt en spartansk katolsk livsstil, bar en hårskjorta under sina kläder, höll strikt fasta, och utövade botgöringsövningar.